# Micaria mormon
Micaria mormon är en spindelart som beskrevs av Willis J. Gertsch 1935. Micaria mormon ingår i släktet Micaria och familjen plattbuksspindlar. Inga underarter finns listade i Catalogue of Life.